# Тарасов, Николай Иванович (артист балета)
Никола́й Ива́нович Тара́сов (1902—1975) — советский артист балета, солист Большого театра, балетный педагог. Заслуженный артист РСФСР (1937). Лауреат Государственной премии СССР (1975 — посмертно).

## Биография
В 1920 году Николай Тарасов окончил Московское хореографическое училище, его педагогом был Николай Густавович Легат. В Большом театре дебютировал в партии Колена в спектакле «Тщетная предосторожность». С 1920 по 1935 годы Тарасов был премьером Большого театра, исполнял партии в классическом репертуаре:
- «Лебединое озеро» П. И. Чайковского — Зигфрид
- «Жизель» А. Адана — Альберт
- «Дон Кихот» Л. Ф. Минкуса — Базиль
- «Спящая красавица» П. И. Чайковского — Принц Дезире
- «Раймонда» А. К. Глазунова — Жан де Бриен
- «Баядерка» Л. Ф. Минкуса —  Солор

…танцовщик строгой академической манеры, обладавший мягким, эластичным прыжком, великолепный партнёр.  - Е.Н.Надеждина
- С 1923 по 1960 годы Николай Иванович преподавал в МАХУ.
- С 1942 по 1945 год — Директор и художественный руководитель
- С 1953 по 1954 годы — художественный руководитель училища.
- В 1929—1930 вёл класс усовершенствования в Большом театре, а с 1933 по 1937 — художественный руководитель эстрадного хореографического техникума.
- С 1946 году Тарасов стал преподавателем кафедры хореографии ГИТИСа по основополагающему предмету — «Методика классического танца»
- С 1958 года — Художественный руководитель отделения педагогов-хореографов ГИТИСа
- С 1962 года — профессор

Похоронен на Введенском кладбище (6 уч.).

## Ученики Тарасова
Среди учеников Н. И. Тарасова:
Валентин Блинов, Юрий Жданов, Александр Лапаури, Михаил Лавровский, Марис Лиепа, Ярослав Сех, Александр Плисецкий и Пётр Пестов

## Учебный фильм
- 1947 году по сценарию Агриппины Вагановой и Н. И. Тарасова был поставлен учебный фильм «Методика классического танца».

## Награды и премии
- орден «Знак Почёта» (27 мая 1951 года) — за выдающиеся заслуги в развитии советского музыкально-театрального искусства и в связи с 175-летием со дня основания Государственного ордена Ленина Академического Большого театра СССР[2];
- заслуженный артист РСФСР (1937);
- Государственная премия СССР (1975 — посмертно) — за книгу «Классический танец. Школа мужского исполнительства».